# フィリップスブルク包囲戦 (1676年)
フィリップスブルク包囲戦（フィリップスブルクほういせん、英語: Siege of Philippsburg）は仏蘭戦争中の1676年、神聖ローマ帝国軍によるフィリップスブルクの包囲。

## 背景
1644年以降ブライザッハとともにフランスの手に落ちたフィリップスブルクは、ライン川東岸における唯一の橋頭堡であり、セバスティアン・ル・プレストル・ド・ヴォーバンにより要塞化されていた。そのため、神聖ローマ帝国の西は常にフランス軍の脅威に晒されており、三十年戦争期にはプファルツ選帝侯領やネッカー川流域への侵攻の経路になった。近くのキスラウ、シュヴェツィンゲン、ブルッフザールの駐留軍は1676年春に壊滅しており、帝国はフィリップスブルクを直接包囲することにした。

## 経過
1676年5月1日、ロレーヌ公シャルル5世は軍勢4万を率いて包囲を開始した。フランス軍のトリーア・デュ・フェの軍勢は2,800人しかおらず、フランスの救援も失敗したためデュ・フェは9月17日に降伏した。降伏の時点で1,500人しか残っていない駐留軍は栄誉をもって退去することを許され、代わりに帝国軍3千がフィリップスブルクに駐留した。その後、フィリップスブルクは1688年の包囲戦でフランス軍に占領されるまで帝国の手に残り続けた。